# EUROSAI
EUROSAI (European Organization of Supreme Audit Institutions) – Evropská organizace nejvyšších kontrolních institucí – je jednou ze sedmi regionálních pracovních skupin Mezinárodní organizace nejvyšších kontrolních institucí (International Organization of Supreme Audit Institutions – INTOSAI). V současné době sdružuje EUROSAI 50 členů: 49 nejvyšších kontrolních institucí a Evropský účetní dvůr.
INTOSAI má 191 řádných členů: nejvyšší kontrolní instituce 190 zemí a Evropský účetní dvůr (a čtyři přidružené členy) a je vedena jako podpůrná organizace Spojených národů

## Historie
EUROSAI byla založena v roce 1990 třiceti členy (29 nejvyšších kontrolních institucí a Evropský účetní dvůr). V současnosti tvoří členskou základnu 50 nejvyšších kontrolních institucí a Evropský účetní dvůr.
I když je EUROSAI nejmladší ze sedmi regionálních pracovních skupin organizace INTOSAI, myšlenka evropské organizace sdružující evropské nejvyšší kontrolní instituce se datuje již od dob založení INTOSAI v roce 1953. První reálné kroky směřující k založení EUROSAI byly učiněny v roce 1974 během VIII. kongresu INTOSAI v Madridu. V období let 1975–1989 zahájily nejvyšší kontrolní instituce Itálie a Španělska cestu k založení EUROSAI tím, že vytvořily první návrh stanov EUROSAI, přičemž počítaly s podporou kontaktního výboru nejvyšších představitelů národních kontrolních institucí zemí EHS. XIII. kongres INTOSAI v červnu roku 1989 v Berlíně přijal tzv. Berlínskou deklaraci, která zahrnovala dohodu o vytvoření evropské organizace nejvyšších kontrolních institucí. V listopadu 1990 byl v Madridu uspořádán první kongres EUROSAI, během něhož byl zvolen prezident EUROSAI a členové Řídicí rady EUROSAI, byly projednány a schváleny stanovy a bylo zřízeno sídlo organizace a její stálý sekretariát.

## Cíle
Cílem organizace, uváděným v článku 1 stanov, je podporovat odbornou spolupráci mezi členy a ostatními organizacemi, iniciovat a podporovat výměnu informací a dokumentů a harmonizovat terminologii pro audit veřejného sektoru.

## Orgány
EUROSAI je složena ze tří orgánů: Kongresu, Řídicí rady a Sekretariátu.

### Kongres
Kongres je vrcholným orgánem EUROSAI a zúčastňují se ho zástupci všech členů organizace. Je pořádán jednou za tři roky. Doposud se konaly tyto kongresy:
- 1990 – Madrid (zakládající konference),
- 1993 – Stockholm,
- 1996 – Praha,
- 1999 – Paříž,
- 2002 – Moskva,
- 2005 – Bonn,
- 2008 – Krakov,
- 2011 – Lisabon,
- 2014 – Haag,
- 2017 – Istanbul.

### Řídicí rada
Podle stanov tvoří Řídicí radu EUROSAI osm členů: čtyři plnohodnotní členové (nejvyšší představitelé kontrolních institucí, které pořádaly poslední dva kongresy, nejvyšší představitel kontrolní instituce, která bude pořádat příští kongres a generální tajemník EUROSAI) a čtyři členové volení kongresem na období šesti let (dva členové jsou měněni každé tři roky). Vrcholní představitelé institucí, které jsou součástí Řídicí rady INTOSAI a jsou členy EUROSAI, se účastní jednání Řídicí rady jako pozorovatelé.

### Sekretariát
Sekretariát trvale sídlí při nejvyšší kontrolní instituci Španělska (Tribunal de Cuentas).

## Strategický plán
VIII. kongres EUROSAI v Lisabonu přijal Strategický plán EUROSAI na léta 2011–2017. Tento první strategický plán definuje poslání, vizi a hodnoty EUROSAI.
- Poslání: EUROSAI je organizací sdružující evropské nejvyšší kontrolní instituce. Její členové ve vzájemné součinnosti usilují o posílení kontroly veřejného sektoru v příslušných regionech, a tak pozitivně přispívají k výsledkům práce mezinárodní organizace INTOSAI.
- Vize: EUROSAI podporuje správné řízení ve smyslu odpovědnosti, transparentnosti a celistvosti. Tvoří tak vhodné prostředí pro dynamickou spolupráci a napomáhá svým členům při plnění jejich úkolů co možná nejúčinnějším způsobem.
- Hodnoty: nezávislost, integrita, profesionalita, důvěryhodnost, spolupráce, inovativní přístup, udržitelnost a respekt k životnímu prostředí.

Plán je založen na čtyřech strategických cílech, které odrážejí potřeby a priority členství v EUROSAI:
- Cíl 1 – budování kapacit: budováním kapacit nejvyšších kontrolních institucí je míněn rozvoj dovedností, znalostí, struktur a způsobů práce pro zajištění vyšší efektivity příslušné instituce v rámci její současné pozice a odhalování slabých míst a nedostatků. Jedním z hlavních cílů EUROSAI je napomáhat budování silných, nezávislých a vysoce profesionálních kontrolních institucí.
- Cíl 2 – profesní standardy: jednotlivé SAI (Supreme Audit Institutions – nejvyšší kontrolní instituce) k profesionálnímu a kompetentnímu naplnění svého poslání potřebují průběžně aktualizovat existující mezinárodní profesní standardy. INTOSAI připravuje soubor těchto standardů. EUROSAI podporuje a usnadňuje jejich implementaci na národní úrovni s přihlédnutím ke specifickým úkolům a potřebám jednotlivých SAI.
- Cíl 3 – sdílení znalostí: EUROSAI si klade za cíl zlepšovat sdílení znalostí, informací a zkušeností mezi svými členy a externími spolupracovníky, a to z důvodu posilování kontroly veřejného sektoru, zodpovědnosti, správného řízení a transparentnosti veřejné správy v jednotlivých regionech.
- Cíl 4 – řízení a komunikace: EUROSAI musí mít náležité řídicí procesy, aby mohl realizovat své poslání efektivním způsobem a aby rozvíjel a posiloval své kapacity v souladu s požadavky svých členů.

Současný model byl navržen ve shodě s principy správného řízení a efektivní komunikace. Zároveň odráží strategické cíle, podporuje co možná nejširší zapojení všech členů EUROSAI do práce organizace a buduje pevné vazby mezi všemi články EUROSAI, které jsou do realizace strategického plánu zapojeny.